# Riboux
Riboux ist eine französische Gemeinde mit 51 Einwohnern (Stand 1. Januar 2022) im Département Var in der Region Provence-Alpes-Côte d’Azur. Sie gehört zum Kanton Saint-Cyr-sur-Mer im Arrondissement Toulon.

## Geographie
Riboux liegt in einem schmalen Seitental des Massif de la Sainte-Baume. Das Gemeindegebiet gehört zum Regionalen Naturpark Sainte-Baume. Die Landschaft ist von Wald und felsigen Bergrücken geprägt. Die Vignole, der Gebirgsbach, der das Gemeindegebiet durchströmt, bildet Schluchten und mündet zusammen mit zahlreichen kleinen Wasserläufen in der Senke von Cuges. Der früher dort existierende See wurde im 18. Jahrhundert trockengelegt.
Obwohl der Ort zum Département Var gehört hat er eine Postleitzahl, deren erste Ziffern auf das Département Bouches-du-Rhône verweisen, an dessen Grenze Riboux liegt.

## Geschichte
Der Ort wurde im Jahr 984 erstmals als Ribols erwähnt. Er gehörte zur Herrschaft der Abtei Saint-Victor de Marseille.
Gemäß dem Gemeindestatut der winzigen Gemeinde werden die Bürgermeister und deren Stellvertreter abwechselnd aus einer der drei alteingesessenen Familien ernannt.